# Parque 9 de Julio

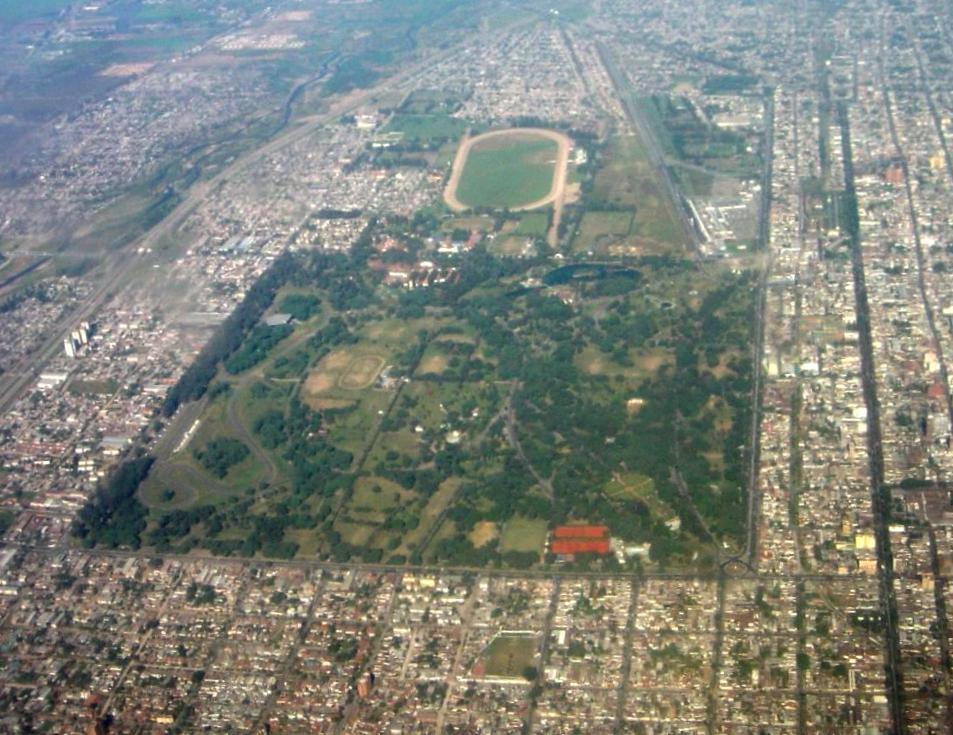
Parque 9 de Julio, Tucumán: vista aérea.

El Parque 9 de Julio constituye el principal espacio verde con el que cuenta la ciudad de San Miguel de Tucumán, Argentina. Además de que es en superficie, el parque más grande del norte argentino, actualmente cuenta con 200 ha totales de espacio verde (equivalentes a 2 millones de M2).

## Nombre
Su nombre evoca a la fecha en la cual se declaró definitivamente la Independencia Argentina: el 9 de julio de 1816, tal declaración de la Independencia Argentina se proclamó precisamente en la ciudad de San Miguel de Tucumán.

## Historia

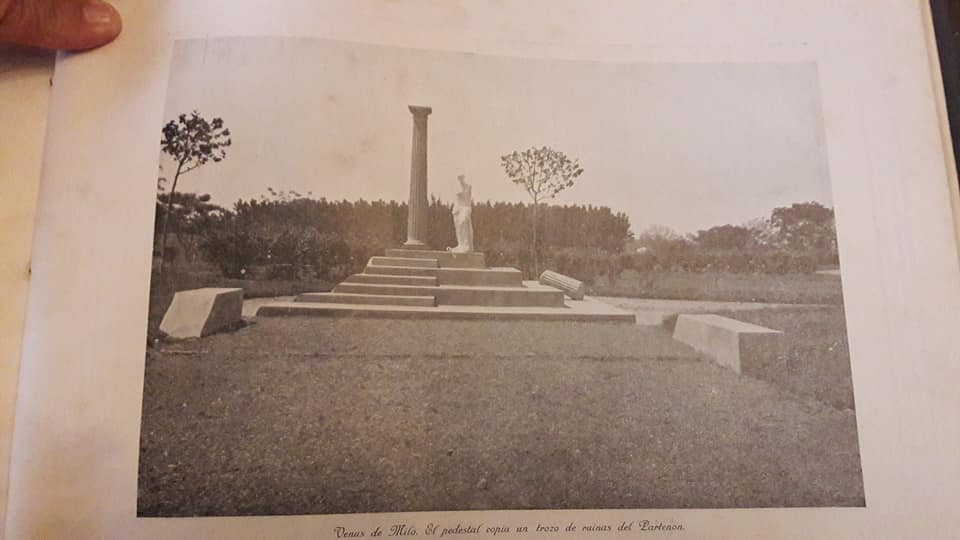
Imagen de una de las piezas escultóricas adquiridas en Francia, al momento de su emplazamiento en el Parque 9 de Julio. Fotografía del Álbum de obras del primer gobierno de Miguel Mario Campero. Año 1928.

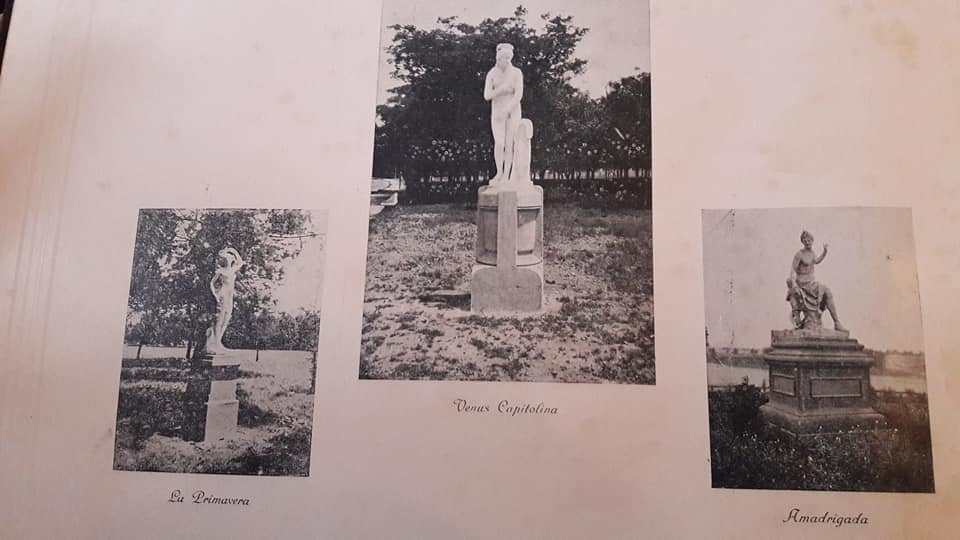
Catálogo de las esculturas emplazadas en el Parque 9 de Julio, según imágenes del Álbum de obras de gobierno de Miguel Campero. Año 1928.

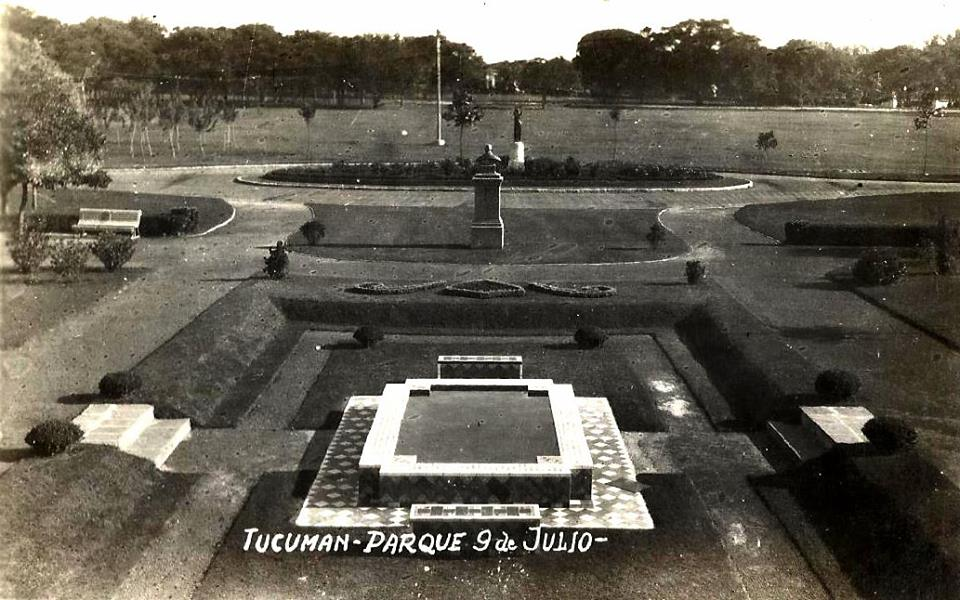
Imagen del Parque 9 de Julio hacia el año 1938. Biblioteca Nacional de la República Argentina.

En 1898 el entonces ministro de Instrucción Pública de la provincia, el Doctor Alberto León Soldati, planteó el primer proyecto para crear un parque en la ciudad capital con el objetivo de purificar el aire con su forestación y así evitar la proliferación de epidemias. Posteriormente, como senador nacional logró la aprobación de varias leyes que permitieron expropiar los terrenos para la creación de dicho espacio, ubicado al este del centro capitalino.
La superficie original del parque era de 400 ha y se encargó el diseño del mismo al célebre paisajista de origen francés, Charles Thays, quién también estuvo a cargo del diseño de otros parques similares como el Parque 3 de Febrero (Bosques de Palermo) de Buenos Aires, el Parque Sarmiento en la ciudad de Córdoba, el Parque Independencia en Rosario y el Parque General San Martín en Mendoza. Los terrenos eran de tipo pantanoso por lo que se procedió al rellenado de los mismos y luego al trazado de calles y avenidas interiores y a la colocación de especies arbóreas adecuadas. 
El Parque 9 de Julio finalmente se inauguró el 23 de septiembre de 1916, fecha en la que también se conmemoraba por entonces el “Día del Árbol”. La mitad sur nunca fue completada en su totalidad y, a partir de la década de 1920, varios sectores fueron destinados a otros usos, actualmente allí se ubican el hipódromo de la ciudad, la terminal de ómnibus, la facultad de Educación Física de la UNT, y varios barrios residenciales que se terminaron ampliando hacia estos terrenos vacíos. Poco antes de la inauguración oficial de este importante parque, a fines del año 1915 se instaló en el solar del mismo parque el menhir llamado Ambrosetti trasladado desde el Valle de Tafí (en tal valle en el ejido de la actual Reserva arqueológica Los Menhires).

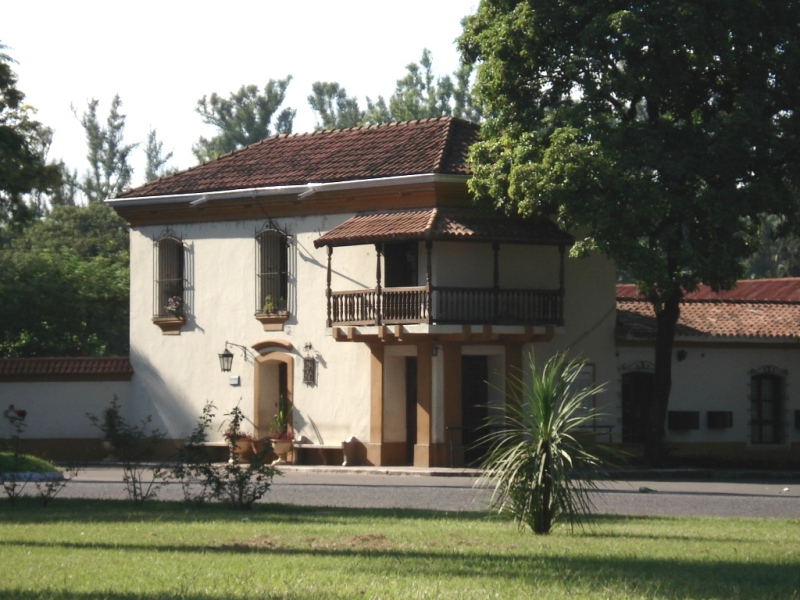
Es uno de los parques más importantes del NOA y cuenta con el mayor valor histórico y cultural.

Durante el primer gobierno de Miguel Mario Campero (1924-1928), se encargaron en Francia, las réplicas de las estatuas clásicas griegas realizadas en fundición, que actualmente pueden ser observadas en los jardines del sector oeste del Parque. Las compras en Europa estuvieron a cargo del Rector de la Universidad Nacional de Tucumán, Juan B. Terán bajo la guía de José Ignacio Aráoz, presidente de la comisión de embellecimiento del parque. 
En 1943, se inauguró el monumento a Julio Argentino Roca, presidente de la Argentina, obra del escultor Ángel Ibarra García, en cuyo basamento se encontraban cuatro frisos descriptivos de su gobierno. Inexplicablemente durante el año 1977, el monumento fue mutilado y sus frisos colocados en otros lugares del Parque sin ningún criterio artístico o explicativo. Ese mismo año se inauguró en la rotonda de la Avenida Benjamín Aráoz, frente a la actual Terminal de Ómnibus, el monumento al Presidente Nicolás Avellaneda. Otras obras de embellecimiento encaradas por el gobierno de Antonio Domingo Bussi, alteraron la armonía estética del conjunto del Parque 9 de Julio. La más notable de ellas fue la Avenida de los Próceres Tucumanos sobre las cuales se colocaron figuras del obispo Colombres, Gregorio Aráoz de Lamadrid, Bernardo de Monteagudo, Bernabé Aráoz, entre otros, de fabricación y calidad artística dispar.

## Características
El parque se sitúa hacia el este del centro de la ciudad y está delimitado por las avenidas Gobernador del Campo (al norte), Coronel Suárez (al este), Benjamín Aráoz (al sur) y Soldati o de los Próceres (al oeste). Con el tiempo varios sectores del parque han sido utilizados para el establecimiento de distintas instituciones públicas y privadas o lugares para diferentes usos lo que redujo su superficie de las 400 ha originales a 200ha, aun así sigue posicionándose como el parque más grande del NOA.

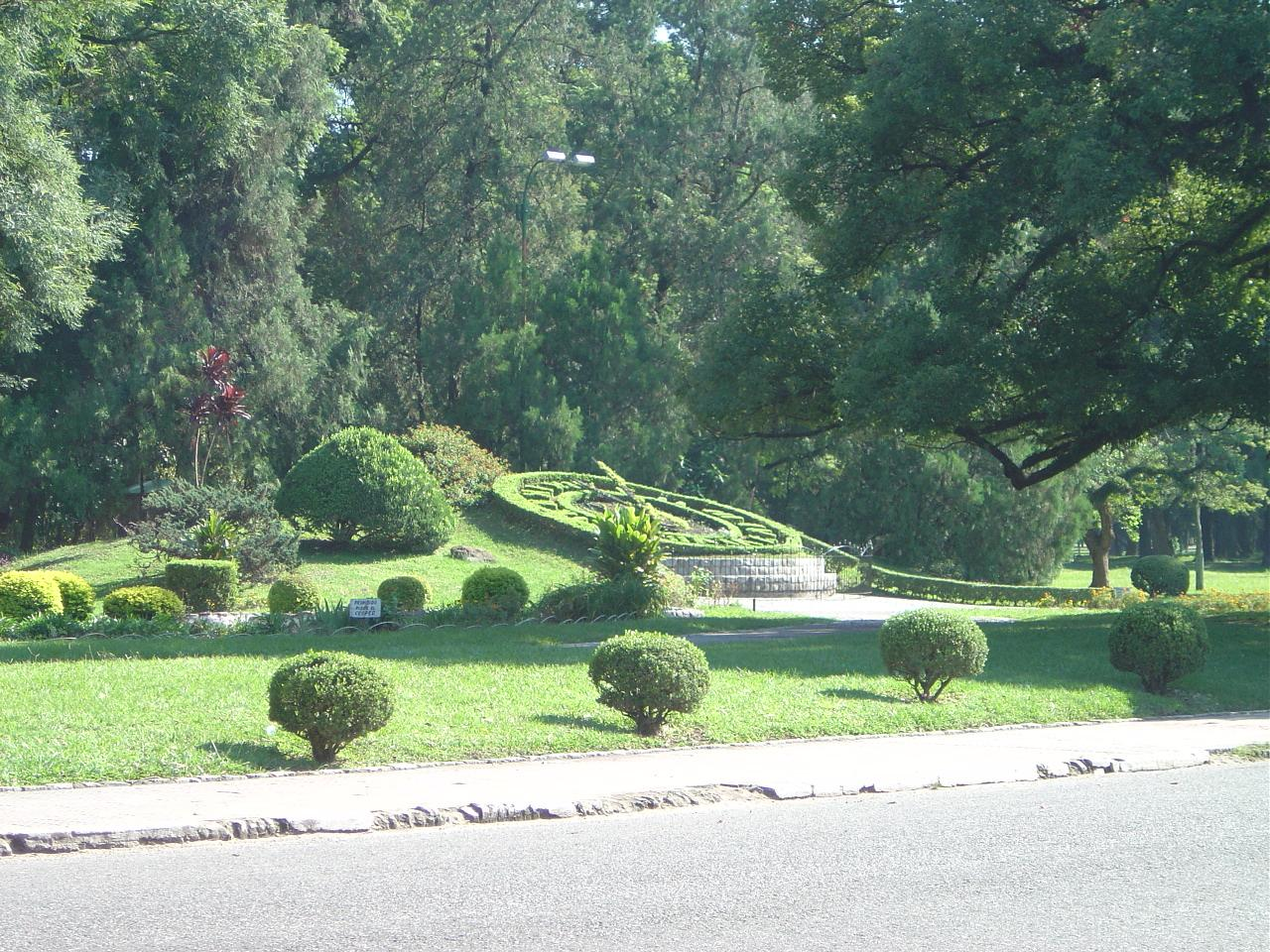
El Reloj floral, todo un icono del Parque 9 de Julio.

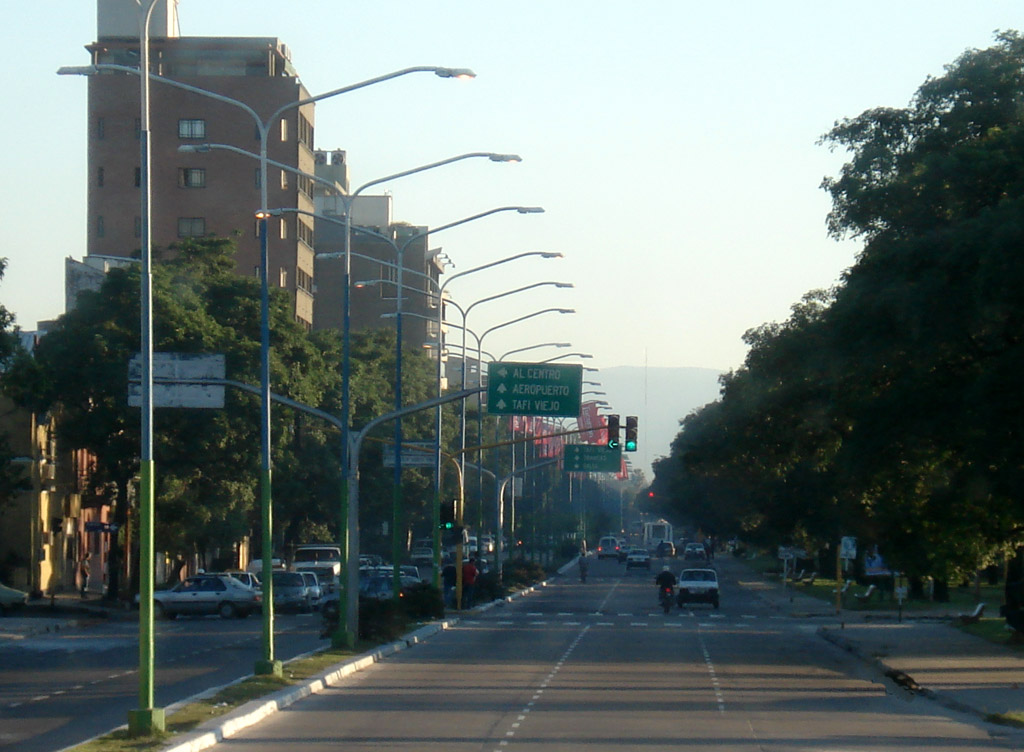
La Avenida Soldati, una de las arterias que delimita el sector oeste del Parque.

En la mitad norte, la que el público reconoce como parque propiamente dicho, se encuentran:

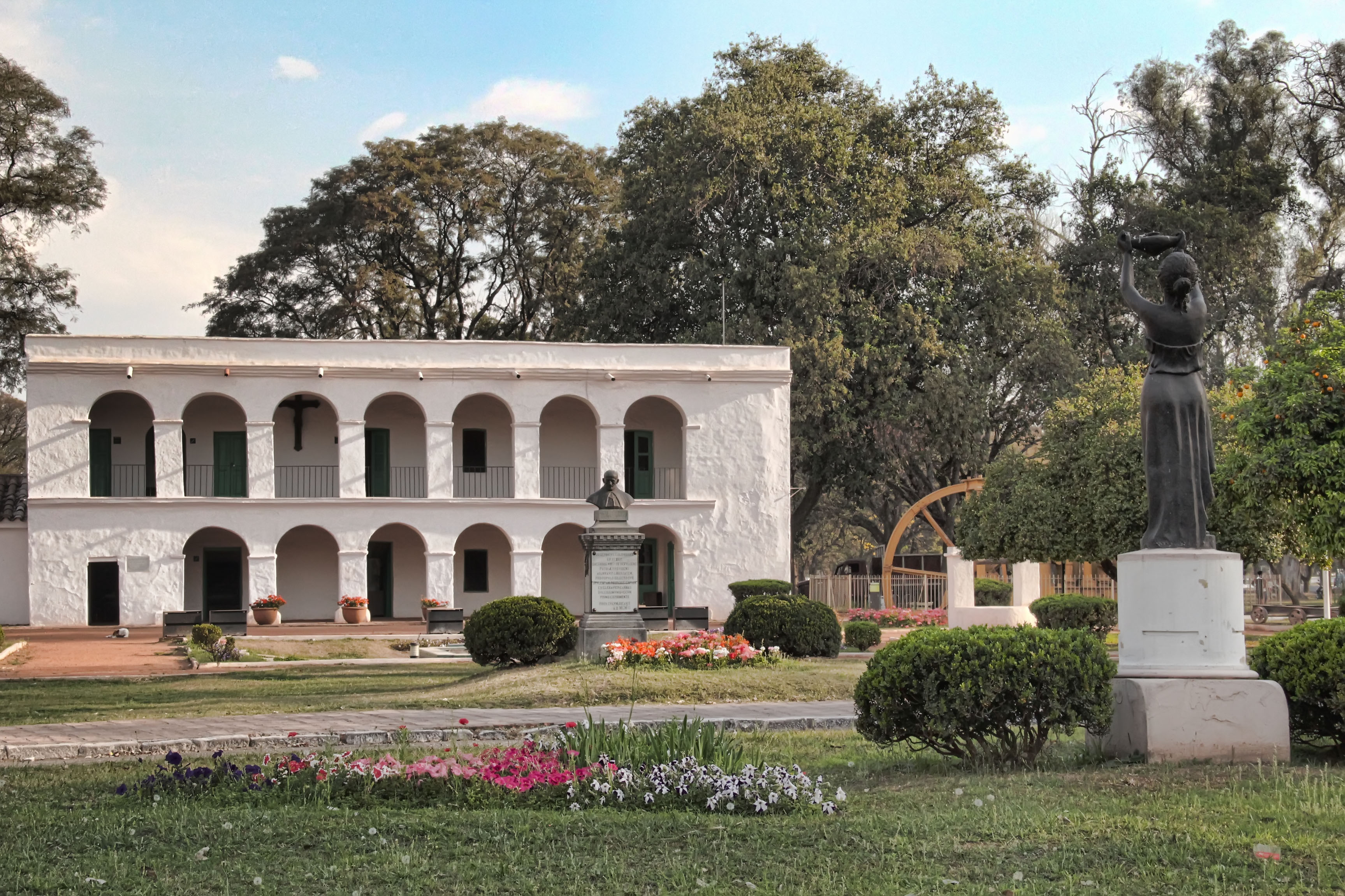
Casa del Obispo Colombres.

- La Casa del Obispo Colombres (construcción de estilo colonial español preexistente al parque) que hoy alberga el Museo de la Industria Azucarera
- La Casa Municipal de la Cultura
- El Reloj Floral
- El lago San Miguel

- El Rosedal

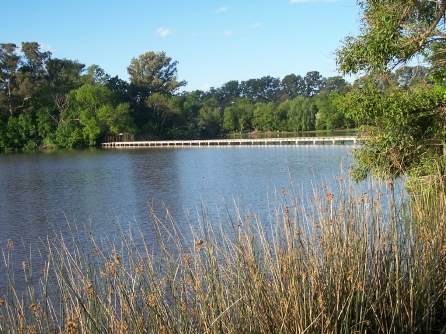
El Parque 9 de Julio es el pulmón verde más grande con que cuenta la Capital tucumana.

- Las facultades de Filosofía y Letras, Odontología y Psicología dependientes de la Universidad Nacional de Tucumán.
- El Camping Municipal
- Palacio Municipal de los deportes
- Tucumán Lawn Tennis Club
- El autódromo municipal Nasif Estéfano
- Varios bares, restaurantes y lugares de esparcimiento

La mitad sur solo ha conservado una pequeña parte libre de terrenos ocupados en el extremo noreste de su extensión. En el resto se han establecido:
- El Hipódromo de Tucumán
- El Club Hípico de Tucumán
- La Facultad Educación Física de la UNT
- Las primeras instalaciones del Aeropuerto Internacional Teniente Benjamín Matienzo antes de su traslado a su actual ubicación en el departamento Cruz Alta
- La estación central de ómnibus de mediana y larga distancia
- El Club Natación y Gimnasia
- Varios barrios y asentamientos con viviendas precarias habitados por personas de bajos recursos.[3]

## Actualidad
En la actualidad el Parque 9 de Julio es el espacio verde urbano más importante de la región NOA y sigue siendo el escenario para los desfiles del Día de Independencia Argentina en la Ciudad de San Miguel de Tucumán todos los 9 de julio, a menudo con la asistencia del Presidente de la República Argentina. Su considerable valor histórico y su patrimonio cultural se encuentran actualmente en restauración y revalorización, con lo cual el parque está siendo estudiado por la UNESCO para su posible nominación y selección como Patrimonio de la Humanidad.

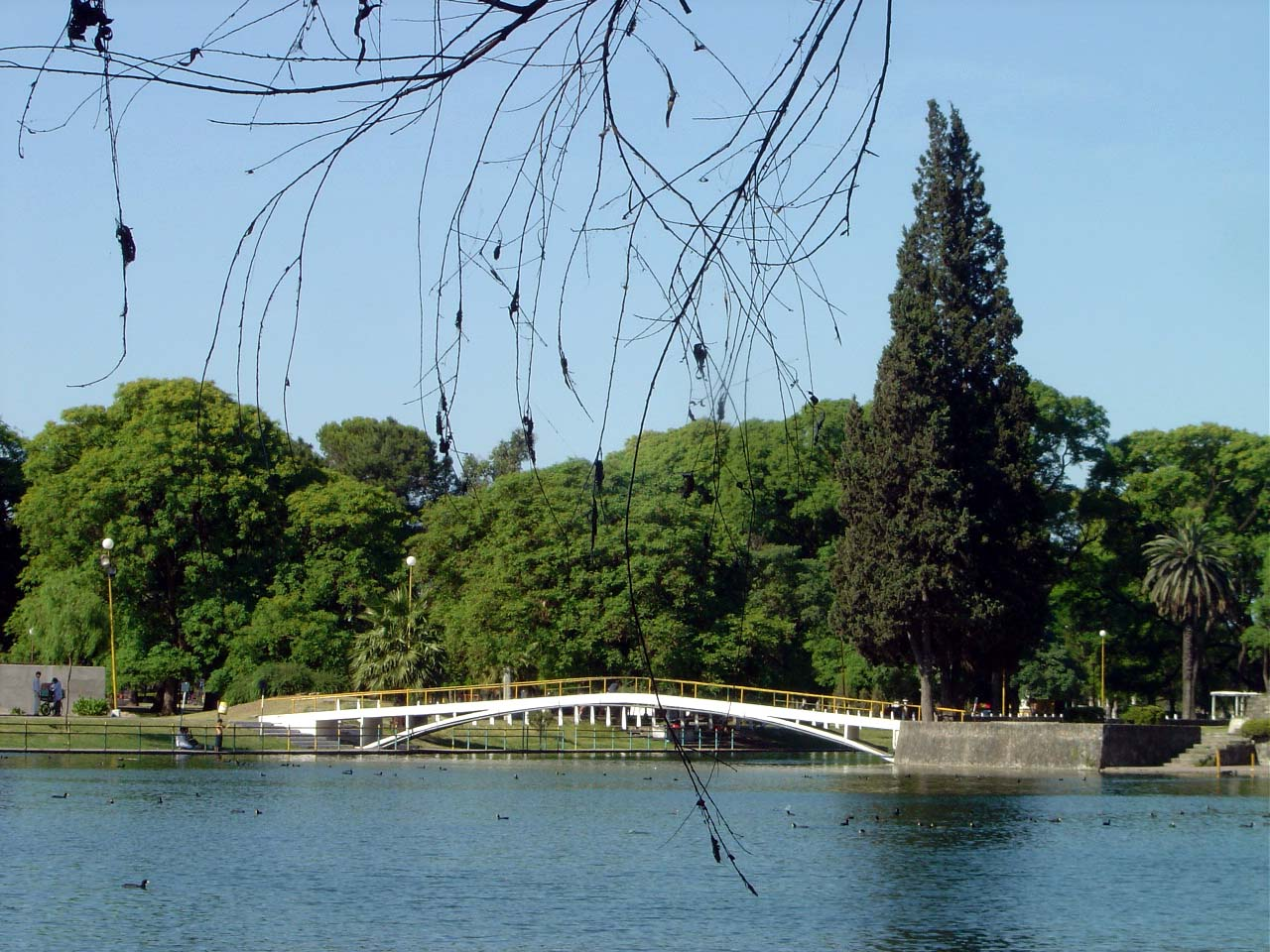

Otro de los espacios verdes más grandes con que cuenta la ciudad es el Parque Guillermina (oficialmente denominado Parque Batalla de Tucumán), llamado así en honor a Guillermina Lestón de Guzmán, quién donó las tierras donde se asienta dicho paseo. Se ubica sobre Avenida Mate de Luna, hacia el sector poniente de San Miguel de Tucumán.